# Hutton (Essex)
Hutton – osada w Anglii, w hrabstwie Essex, w dystrykcie Brentwood. Leży 15 km na południowy zachód od miasta Chelmsford i 37 km na wschód od Londynu.